# 爾志郡
爾志郡（日语：／ Nishi gun */?）為日本北海道檜山振興局的郡，位於檜山振興局南部。

## 轄區
轄區包含1町：
- 乙部町

## 沿革

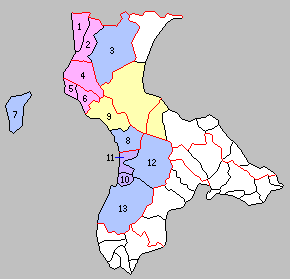
北海道一・二級町村制施行時尔志郡下辖町村（8.乙部村 9.熊石村 黄：二海郡八雲町）

- 1869年8月15日：北海道設置11國86郡，渡島國爾志郡成立。
- 1897年：實施支廳制，爾志郡隸屬檜山支廳之管轄。
- 1897年11月：北海道實施支廳制，爾志郡隸屬檜山支廳之管轄，此時爾志郡下轄乙部村、小茂內村、突符村、三谷村、蚊柱村、熊石村、相沼內村、泊川村。[1]（8村）
- 1902年4月1日：乙部村、小茂內村、突符村、三谷村、蚊柱村合併成乙部村，熊石村、相沼內村、泊川村合併成熊石村，並同时成為北海道二級村。[2] [3]（2村）
- 1943年6月1日：北海道一級二級町村制廢止，乙部村、熊石村改為內務省指定村。
- 1946年10月5日：指定町村制廢止。
- 1962年5月1日：熊石村改制為熊石町。（1町1村）
- 1965年10月1日：乙部村改制為乙部町。（2町）
- 2005年10月1日：熊石町與渡島支廳山越郡八雲町合併為渡島支廳新設立的二海郡八雲町，並脫離爾志郡之管轄。[4]（1町）